# Dukun

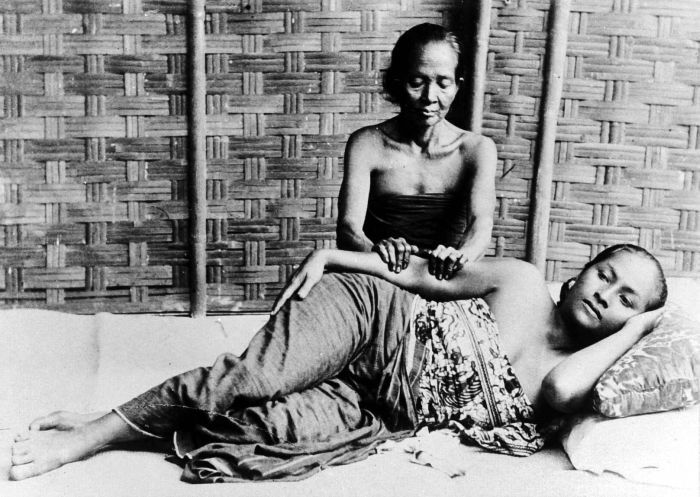
Dukun pratiquant un massage sur une patiente

Le dukun est un ou une guérisseur ou sorcier indonésien ou malais. Son rôle est très vaste puisqu’il intervient autant pour guérir les maladies que pour donner des conseils en matières de relations amoureuses ou conjugales, ainsi que dans les domaines professionnels ou même politiques. Son rôle très ancien n'a pas disparu malgré la présence dominante de l'Islam dans un pays où les traditions animistes restent toujours très vivantes.

## Dukun blanc, dukun noir
Les dukun blancs ou dukun putih sont des guérisseurs, ils sont censés être uniquement bienveillants. Ils se mettent au service de la population contre rétribution pour guérir les malades à l'aide de plantes médicinales et de prières. Les femmes dukun peuvent également tenir le rôle de sage-femme.
Les dukun noirs ou dukun hitam peuvent aussi jouer le rôle de sorcier et jeter un sort sur quelqu'un par le biais de la magie.
Toutefois, il semble que la distinction entre dukun putih et dukun hitam ne soit pas si claire et établie. En effet la plupart des dukun ne se présentent que comme dukun putih et certains d'entre eux se révèlent en fait être aussi adeptes de la sorcellerie contre rétribution.
En conclusion, les dukun sont des êtres détenteurs de savoirs médicinaux et magiques qu'ils peuvent mettre à profit de manière tant bénéfiques que maléfiques.

## Pratiques
Les moyens employés par les dukun sont variés : massage, herbes médicinales et nourriture, prières et incantations, sacrifices d'animaux, analyse de cartes à jouer, et même de salive, matières fécales, et acupuncture. 

## Répartition et popularité
Les dukun sont toujours très nombreux en Indonésie, notamment sur l' île de Java. On les trouve surtout dans les kampung  ou villages. Ils ont parfois une grande notoriété et leurs services ne sont pas seulement réservés aux paysans. En effet, dans toutes les couches de la société, certaines personnes vont parfois les consulter. De grandes figures des débuts de l'Indonésie indépendante auraient ainsi fait appel au service des dukun. Parmi eux, on cite en effet les présidents Sukarno et Suharto.